# 熊湖
熊湖（英語：Bear Lake）是美國的一個天然淡水湖泊，位於猶他州與爱达荷州邊境。其面積約280平方公里，位于兩個州分界線上，其猶他州部分為該州第二大天然淡水湖，僅次於猶他湖。